# Cistationin g-sintaza
Cistationin g-sintaza (EC 2.5.1.48, O-sukcinil--homoserin sukcinat-lijaza (dodaje cistein), O-sukcinilhomoserin (tiol)-lijaza, homoserin O-transsukcinilaza, O-sukcinilhomoserin sintaza, O-sukcinilhomoserin sintetaza, cistationinska sintaza, cistationinska sintetaza, homoserinska transsukcinilaza, 4-O-sukcinil--homoserin:L-cistein -(3-amino-3-karboksipropil)transferaza) je enzim sa sistematskim imenom O4-sukcinil--homoserin:-cistein -(3-amino-3-karboksipropil)transferaza. Ovaj enzim katalizuje sledeću hemijsku reakciju
O4-sukcinil--homoserin + L-cistein {\displaystyle \rightleftharpoons } L-cistationin + sukcinat
Ovaj enzim je piridoksal-fosfatni protein. On takođe reaguje sa vodonik sulfidom i metantiolom.

## Literatura
- Nicholas C. Price; Lewis Stevens (1999). Fundamentals of Enzymology: The Cell and Molecular Biology of Catalytic Proteins (Third изд.). USA: Oxford University Press. ISBN 019850229X.
- Eric J. Toone (2006). Advances in Enzymology and Related Areas of Molecular Biology, Protein Evolution (Volume 75 изд.). Wiley-Interscience. ISBN 0471205036.
- Branden C; Tooze J. Introduction to Protein Structure. New York, NY: Garland Publishing. ISBN 0-8153-2305-0.
- Irwin H. Segel. Enzyme Kinetics: Behavior and Analysis of Rapid Equilibrium and Steady-State Enzyme Systems (Book 44 изд.). Wiley Classics Library. ISBN 0471303097.
- William P. Jencks (1987). Catalysis in Chemistry and Enzymology. Dover Publications. ISBN 0486654605.

## Spoljašnje veze
- Cystathionine+gamma-synthase на 